# 팔라완가시쥐
팔라완가시쥐(Maxomys panglima)는 쥐과에 속하는 설치류의 일종이다. 필리핀에서만 발견된다.

## 특징
꼬리 길이 180~226mm를 제외한 몸길이가 167~222mm인 중간 크기의 설치류로 발 길이는 39~43mm, 귀 길이는 22~27mm이다. 몸무게는 최대 240g이다.

## 생태
땅 위에서 생할하는 육상성 동물이고, 야행성이다.

## 분포 및 서식지
필리핀 팔라완주 발라박 제도와 부수앙가섬, 쿨리온섬, 칼라우잇섬에서 발견된다. 해수면과 해발 1550m 사이의 일차림과 이차림 평원, 산악 지대, 농경지, 농장 등에서 서식한다.